# とちぎの星

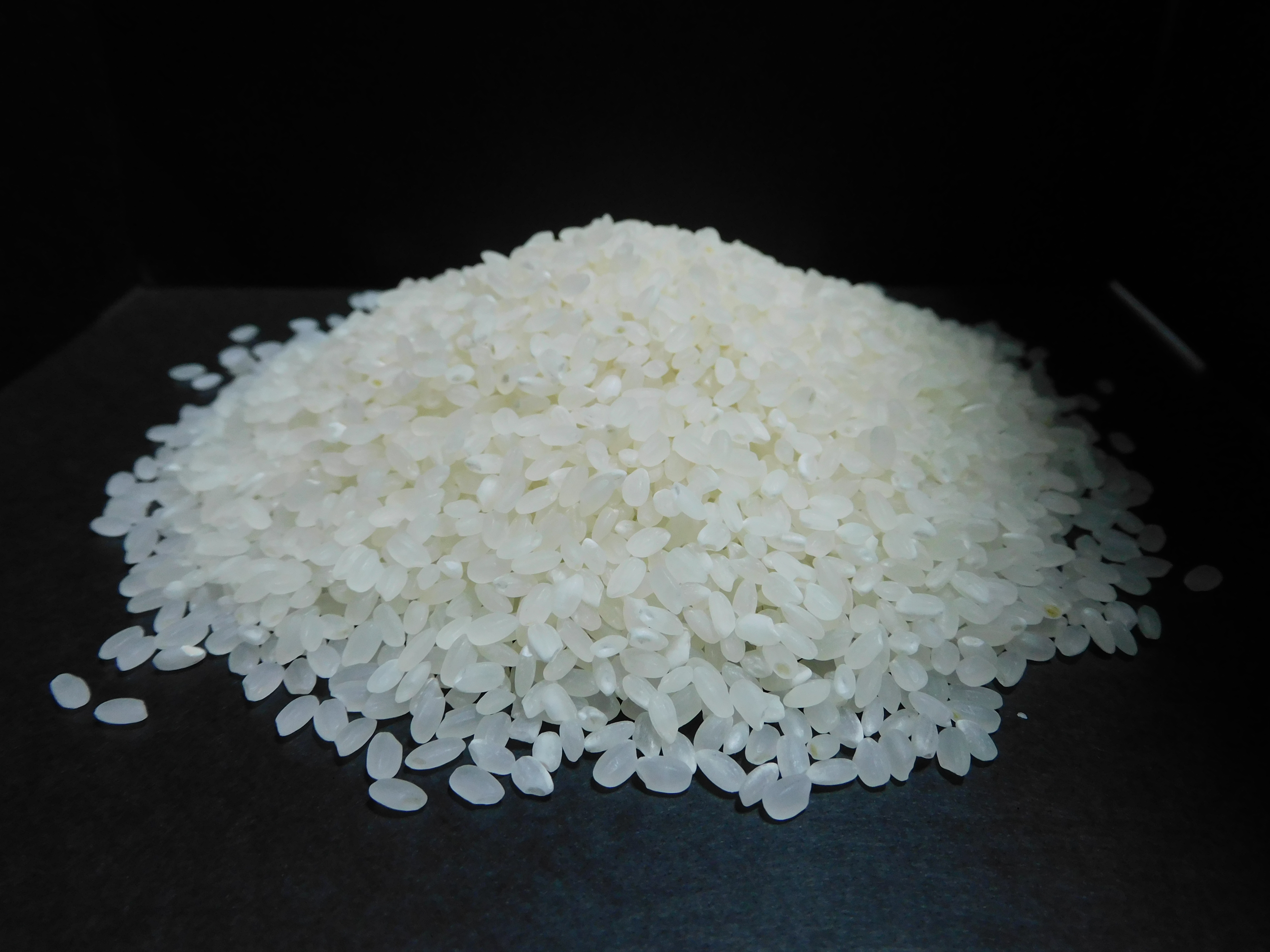
とちぎの星

とちぎの星（とちぎのほし）は、栃木県農業試験場が育成した米（水稲）の栽培品種。系統名は「栃木19号」。2019年の大嘗祭で献上米に選ばれた。

## 概要
栃木県では、県北部では栃木県が独自に開発した米の品種のなすひかり（栃木7号）が栽培され、県南部ではあさひの夢（愛知93号）が栽培されていたが、どちらも温暖化の影響による異常気象や自然災害が原因で収穫量の減少や品質の低下がみられることが課題であった。そういった課題を克服すべく、栃木11号を母、なすひかりを父として交配し、2002年8月に栃木県農業試験場が育成した。JAグループは県の南北を問わずに栽培に適していると紹介しているが、栃木県農業試験場は縞葉枯病や高温への耐性が強いことから、栃木県中南部の早植栽培および普通植栽培地帯に適する、としている。
早晩性は「中生の中」で、熟期はコシヒカリとあさひの夢の中間となる。栃木県南部はイネとムギの二毛作に取り組む農家が多いため、熟期がやや遅いあさひの夢では、収穫時期とムギの播種時期の間が短くなってしまうという課題があった。
名称には「様々な災害にも打ち勝ち、燦然と輝く、栃木の星となって欲しい」という期待が込められている。

## 認知度
2011年に品種登録を申請し、2014年から一般流通している。
大嘗祭で献上米に選ばれる米は亀卜で占われるが、2019年、令和の大嘗祭では栃木県と京都府が産地として選ばれた。栃木県では高根沢町産のとちぎの星を献上米とした。あきたこまちは1990年の平成の大嘗祭で献上米に選ばれた当時は無名であったが、献上米に選定されたことで日本全国に知られるようになり、農協の売り上げも増えた。しかしながら、とちぎの星は同様に献上米に選ばれたにもかかわらず、認知度は高まっていない。これにはコロナウイルス感染症の流行によって販促イベントが開催できなかったことと、主食米需要が減ったことが影響したものとみられている。
栃木県やJAグループ栃木では、とちぎの星を栃木県を代表する米にすると共に、日本全国への認知度を高めるべく、2023年度から県内外のコンビニエンスストアやおにぎり専門店などで、とちぎの星を使用したおにぎりの販売、栃木県内に出店しているファミリーレストランのCOCO'S21店舗、回転寿司のはま寿司14店舗でとちぎの星のキャンペーンを実施するといった対策に取り組む。高根沢町では、町内のとちぎの星が献上米に選ばれたことを好機として、2020年に石川恋を起用したCM「とちぎの星!!新米刑事!!」をテレビ東京やTVerで放映し、2022年はU字工事を起用したCM「お米も、魅力も、てんこ盛り」をYouTubeで放映した。

## 味の評価
日本穀物検定協会による米の食味ランキングでは、2015年産が特Aを獲得しているが、2020年産、2022年産ではA止まりで特Aを逃している。2022年産が特Aを逃したことについて、福田富一栃木県知事は2022年7月下旬から9月上旬の日照不足の影響もあるのではないかとコメントすると共に、今後も栃木県産米の品質向上に取り組むことをコメントしている。
小池理雄（五ツ星お米マイスター）は、「噛み続けると、さわやかに甘みが過ぎ去っていく」と評した。